# 胡安·查孔·科罗纳旅
胡安·查孔·科罗纳旅（西班牙語：Brigada Juan Chacón Corona），简称查孔旅，是1980年代末期智利出现的一个宣传组织，隶属智利共产党。该组织由达尼洛·巴哈蒙德斯创建，最终发展为一个替代性和街头化的传播媒介。该组织通过在全国范围内的公共场所张贴宣传海报，探讨政治和社会议题。虽然该组织与智利共产党的立场相近，但并不完全认同后者的观点。他们曾就某些观点在社交媒体上进行辩论。

## 作品
胡安·查孔·科罗纳旅在智利圣地亚哥张贴的宣传海报：

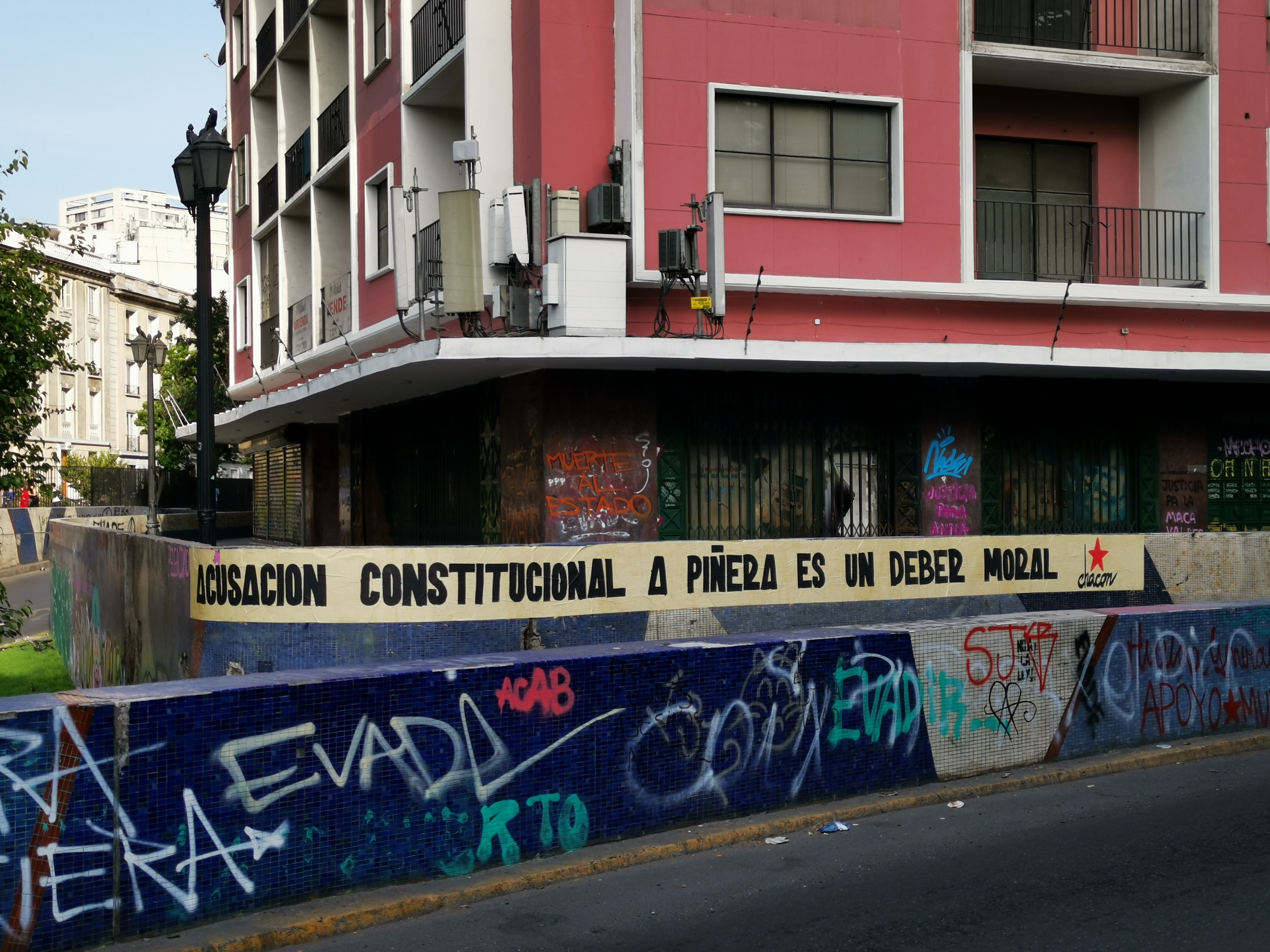
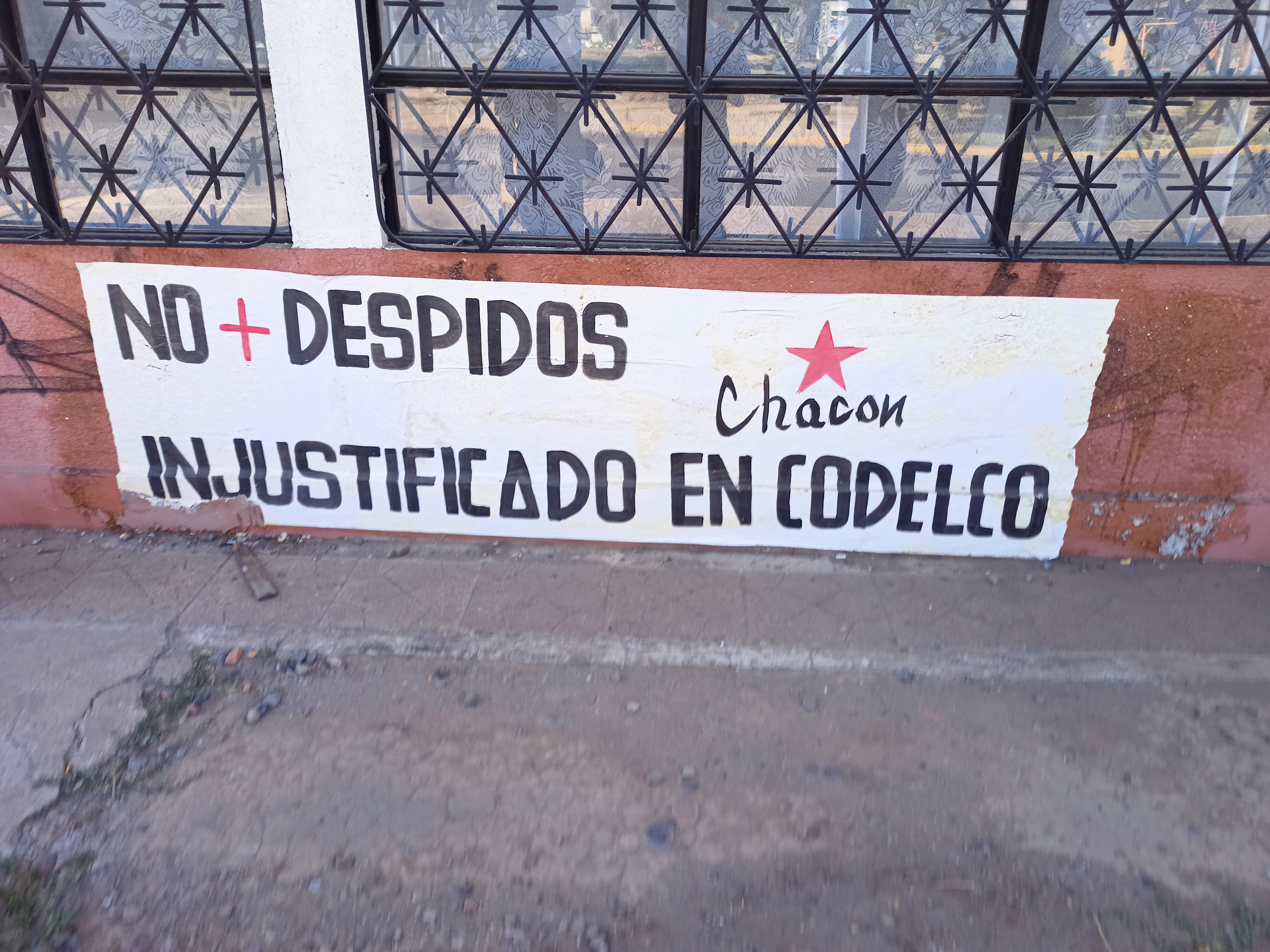
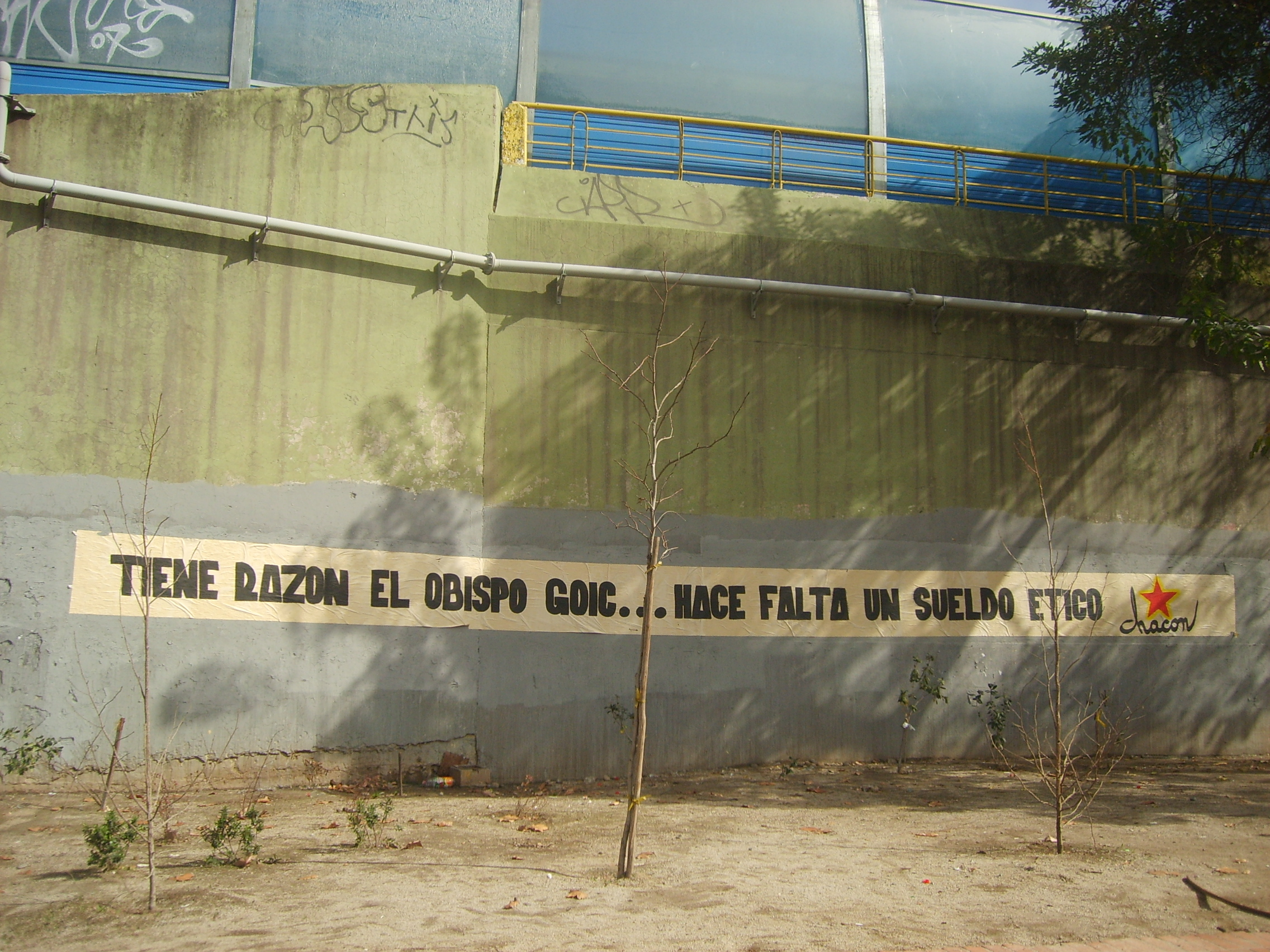
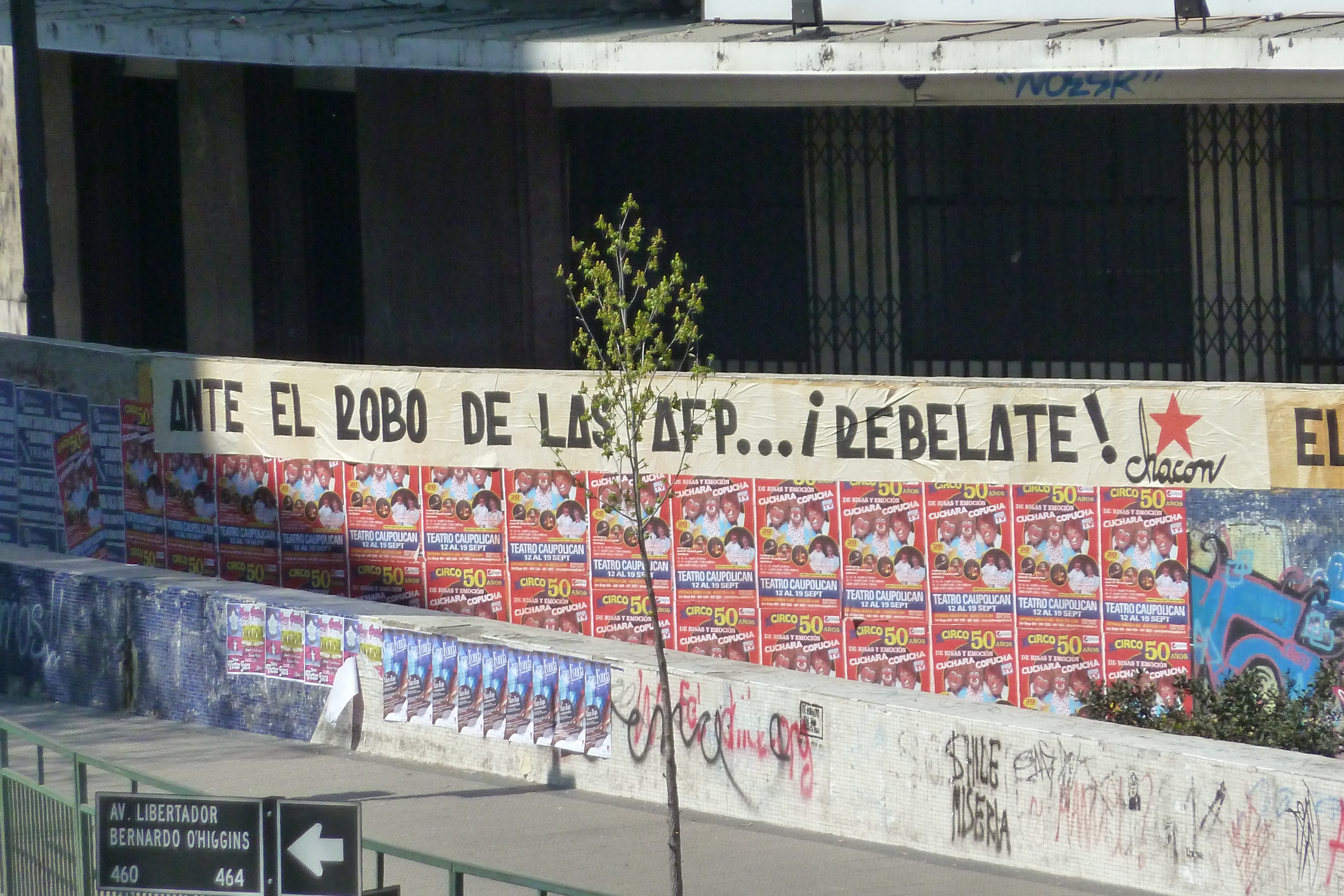
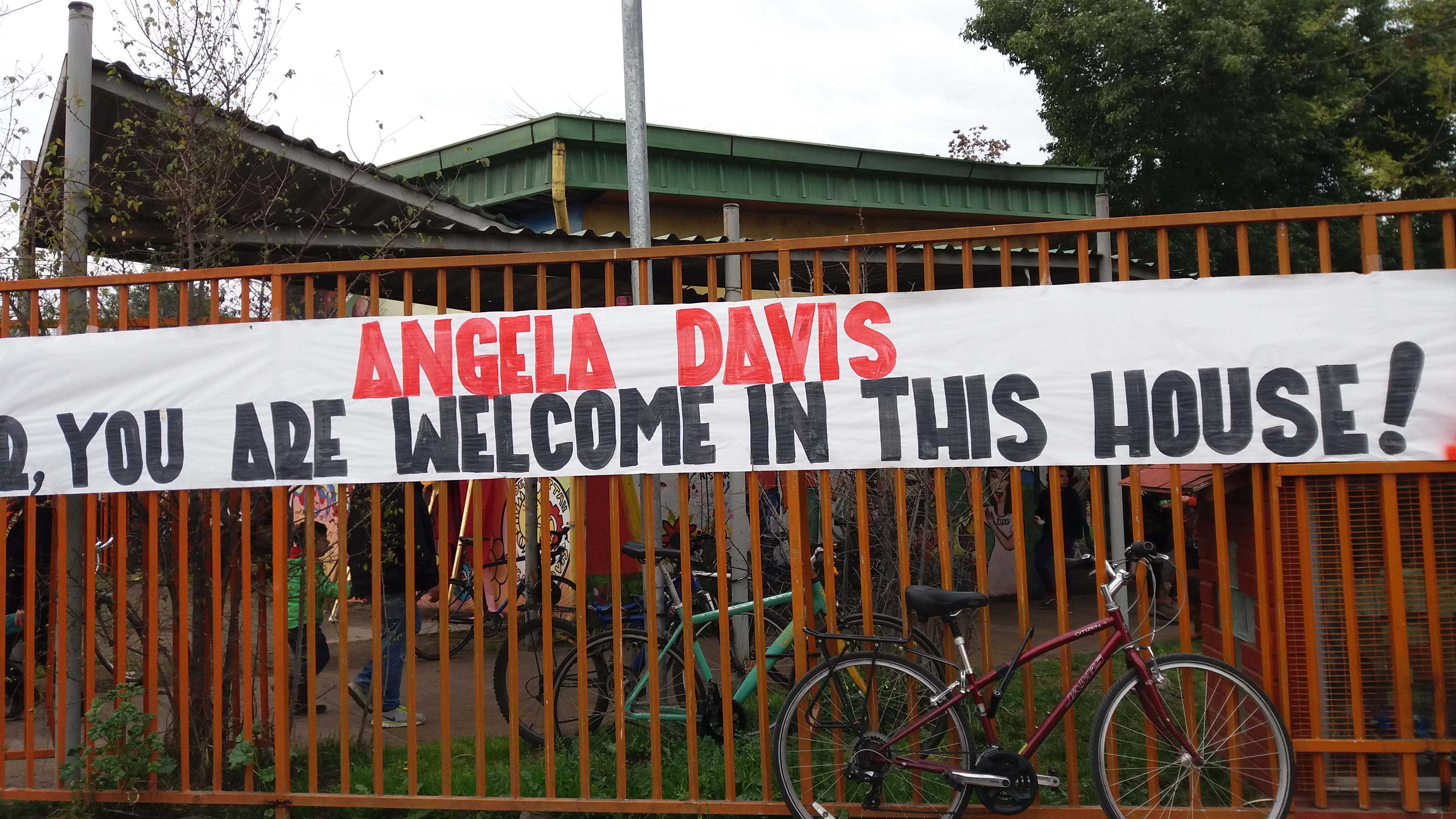